# Абу Бакр аль-Мансури
Доктор Абу Бакр аль-Мабрук аль-Мансури (араб. أبو بكر المبروك المنصوري‎) — ливийский политик. Был министром сельского хозяйства, морских и животных ресурсов в Высшем народном комитете Ливии (правительство при Каддафи) с 2006 года. В его обязанности входило решение вопросов продовольственной безопасности, развития сельского хозяйства и курирование проекта «Великая рукотворная река».

## Мероприятия
25 марта 2007 года ливийское министерство сельского хозяйство провело семинар для стран Магриба, где эксперты из стран Магриба обсуждали проблемы борьбы с опустыниванием и сельским хозяйством региона. На семинаре были представители Туниса, Марокко, Алжира, Мавритании и Ливии, где они обменивались опытом.
В своём вступительном слове д-р аль-Мансури сказал о суровых погодных условиях пустынных территорий Магриба и о нехватке ресурсов, оказывающей непосредственное влияние на развитие сельского хозяйства в регионе, и о том, что это представляет угрозу для производства продуктов питания в регионе. Он добавил, что «неправильные методы ведения сельского хозяйства и злоупотребление землёй и её орошением водой внесли свой вклад в увеличение опустынивания».